# 建部町品田
建部町品田（たけべちょうしなだ Takebe-chō Shinada）は、岡山県岡山市北区建部町の中北部に位置する大字である。旧津高郡上建部村品田、御津郡上建部村品田、御津郡建部町品田。郵便番号は709-3141（福渡郵便局管区）。

## 地理
岡山市北区建部町の中北部の西部に位置しており、旧備前国にあたる。
東境を旭川が北から南に流れており、これが旧美作国との境界線であった。
北部の元品田（品田と呼ばれることも多い）と、南部の久具（くぐ）とに大別される。両者は、住所表記は同じ「建部町品田」であるが、実質的に別の地区となっている。
元品田は、社会経済的に建部町川口をはじめとする旧美作国側の地域と関係が深い。旭川に架かる品田橋で建部町川口とつながっており、通常はここからアクセスする。
元品田と久具とを結ぶ自動車道は、旭川沿いの狭隘なもののみである。
なお、吉備高原の一角をなす、久具の北部の隆起準平原面上には、牧場が広がっている。

### 山
- 中山（なかやま）
- 法寿山（ほうじゅさん）

### 河川
- 旭川（一級河川、以下は支流）
  - 末谷川（すえたにがわ）
  - 小玉川（こだまがわ）
    - シャレカ川（しゃれかがわ）（小玉川の支流）

### 池
- 新池（しんいけ）
- 中之池（なかのいけ）

## 歴史

### 沿革
- 1889年6月1日 - 町村制施行に伴い、津高郡品田村が建部上村、田地子村、富沢村、宮地村と合併したことにより、津高郡上建部村品田となる。
- 1900年4月1日 - 津高郡が御野郡と合併したことにより、御津郡上建部村品田となる。
- 1955年2月1日 - 御津郡上建部村が建部村、赤磐郡竹枝村と合併したことにより、御津郡建部町品田となる。
- 1967年1月15日 - 御津郡建部町が久米郡福渡町と合併。大字名には変更なし。
- 2007年（平成19年）1月22日 - 御津郡建部町が岡山市と合併したことにより、岡山市建部町品田となる。
- 2009年（平成21年）4月1日 岡山市が政令指定都市に移行した事に伴い、岡山市北区建部町品田となる。

## 施設
公共・観光
- 旭川第二ダム
- 岡山県企業局旭川第二発電所
- 建部井堰（一の口井堰） - 現存する日本最大の石造取水堰として、土木学会選奨土木遺産に認定されている。
- 品田集会所
- 久具公会堂
- 八幡ふれあいハウス
- 岡安宮山人備前焼法寿山窯
- カフェ・レストラン デジャ・ビュ
- 前田商店
- ピッツェリア マル屋

寺社
- 孝徳寺
- 正八幡宮
- 天神宮

## 小・中学校の学区
- 元品田は岡山市立福渡小学校・岡山市立建部中学校の学区に属する。
- 久具は岡山市立建部小学校・岡山市立建部中学校の学区に属する。

## 交通

### 鉄道路線
- 域内には存在しないが、 JR津山線：福渡駅が最寄り駅。

### 道路
- 一般国道
  - 国道484号
- 県道
  - 岡山県道71号建部大井線

### バス
- 御津・建部コミュニティバス久具線